# Nesticus rakanus
Nesticus rakanus är en spindelart som beskrevs av Takeo Yaginuma 1976. Nesticus rakanus ingår i släktet Nesticus och familjen grottspindlar. Inga underarter finns listade i Catalogue of Life.